# Flaga Zgierza
Flaga Zgierza – jeden z symboli miasta Zgierza w postaci flagi.

## Blazon
Flagę stanowi płat czerwony, w którego części środkowej umieszczone centralnie godło miasta.

## Opis
Flagą miasta Zgierza ustalony został w postaci flagi heraldycznej, stanowiącej przełożenie wzoru herbowego na weksylium miejskie. Na płacie położony został centralnie wizerunek godła miasta, a płatowi przyporządkowana została czerwona barwa pola tarczy herbowej.

## Ustanowienie
Flaga została ustanowiona przez Radę Miasta Zgierza 25 lutego 2021 roku.

## Informacje
Dotychczasowy wzór flagi został w 2002 roku negatywnie oceniony przez ekspertów Komisji Heraldycznej. Wskazano, że użytkowany przez miasto wzór flagi nie spełnia wymagań natury weksylologicznej, wymaganych od symboli samorządowych. Nowe symbole gminy zostały opracowane w zgodzie z zasadami heraldyki i weksylologii oraz sztuki współczesnego projektowania graficznego. Ich wzory uzyskały w lutym 2021 roku pozytywną opinię Ministra Spraw Wewnętrznych i Administracji na podstawie uchwały Komisji Heraldycznej.
Nowy wzór flagi wykonany został przez Aleksandra Bąka, specjalistę projektowania grafiki użytkowej oraz heraldyki samorządowej. Wizerunek heraldyczny stanowi nawiązanie do historycznego wizerunku widniejącego na odciskach pieczęci miejskiej z roku 1791 oraz 1797. Merytoryczną podstawę opracowania heraldyczno-weksylologicznego stanowiła monografia autorstwa dr Marka Adamczewskiego.